# Adda Bernicijský
Adda Bernicijský († 568) byl v letech 560–568 třetím známým vládcem anglosaského království Bernicie.

## Životopis
Byl nejstarším synem bernicijského krále Idy a na trůnu vystřídal krále Glappu (559–560), který byl někdy považován za jeho bratra. Na konci 6. století se Bernicie rozšířila na západ a na sever. Addova vláda byla poznamenána mnoha bitvami mezi Angly a místními britskými Kelty. Místo Addington (Lancashire) je pravděpodobně spojeno s potomky krále Addy. Po jeho osmileté vládě vládl jeho bratr Æthelric. Podle některých informací mohl být král Æthelric jeho synem.